# The Anime Man
『The Anime Man（ジ・アニメマン）』は、ジョーイ・ビジンジャー（Joey Bizinger, 1994年9月28日 - ）による日本のアニメ・漫画・ビデオゲーム・ライトノベル・同人誌など、所謂オタク文化に分類されるコンテンツに関する紹介・分析・批評・議論のためのYouTubeチャンネル。動画総再生回数6.1億回以上を記録する。ジョーイ・ビジンジャーはオーストラリア・シドニー出身の日豪ハーフYouTuber、声優、ナレーター、ミュージシャン、モデル、ポッドキャストのホスト、アマチュア作家。身長182cm。株式会社GeeXPlus所属。
近年では公益社団法人日本外国特派員協会に招待され記者会見を行うなど国内外で注目が高まっている。

## 来歴
1994年9月28日生まれ。日本人の母親と、ハンガリー系オーストラリア人（ハンガリーとドイツ人のハーフ）の父親を持つ。シドニー大学デザインコンピューティングの学士号を取得している。豪州で育つが幼少時から日本人の祖母に録画して貰った日本のアニメやバラエティ番組（『ドラえもん』『忍たま乱太郎』『おじゃる丸』『クレヨンしんちゃん』『ダウンタウンのガキの使いやあらへんで!』）を視聴し日本語学習を継続してきたため、豪州のGrade11（日本の高校2年生に相当）で漢字検定3級を取得。日本語はネイティブレベルである。
チャンネル制作は高校の課題でWebサイト作成の必要に迫られ『theanimeman.com』を制作したことがきっかけ。YouTubeは大学二回生の2013年5月26日に投稿開始。同年、日本のIT企業でインターンシップを経験する。大学在学中はウェブデザイナーを目指していたが、2015年6月に投稿した「7 Types of Anime Fans」という動画が好評を得て僅か1カ月で登録者が10万人に到達したことにより、本格的にYouTuberとしての道を歩む決意を固める。チャンネルでは当初、6つの楽器を習得していることからアニメ音楽の演奏やまた大衆的なアニメレビュー動画が投稿されていたが、次第に同人誌などアンダーグラウンドなカルチャーのレビューなどが数多く投稿されるようになる。
2015年10月、アニメの違法ダウンロードによるアニメ制作会社の経営危機問題を世界へ発信。同年11月、日本のアニメ業界に向け、日本語でアニメの違法ダウンロード問題への提案に関する動画を発信。オーストラリアのNetflix導入によって違法ダウンロードが劇的に減少した事例を挙げ、日本のオンラインのアニメ配信の必要性を訴える。
2016年2月22日には第二のチャンネルとなる『Joey』を立ち上げ、よりプライベートで自由な動画投稿を開始する。大学卒業後の2016年5月には「豪州のインターネット環境が第三世界的であるほど悪い」ことが主な理由となり日本の東京へ移住。2016年12月、TBSのバラエティ番組『好きか嫌いか言う時間』に出演したことを明かす。
2017年5月、フリーアニメ作画監督小谷杏子のインタビューを取り上げ、アニメの「放送落ち」解決の手段として「Crunchyroll（クランチロール）」の利用を視聴者へ提案する。同年6月20日には交際中のYouTuberであるAkidearestと2人でパーソナリティを務めるポッドキャスト番組『The Anime Show with Joey & AkiDearest』の配信を開始。同年12月、フロントウィングから発売されたPCゲーム『グリザイア ファントムトリガー』に声優として参加したことを報告。2018年1月には、動画「WHERE HAVE I BEEN? AND WHERE AM I GOING?」にて、音楽関連の活動にも尽力することを発表。
2018年4月28日には神城 維来 (かみじょう・いくる)名義で『ニコニコ超会議』に出演。また同年6月、アメリカジョージア州アトランタで開催された国際アニメイベント『MomoCon』にパネリストとして参加。同年7月、ロサンゼルスで開催された『Anime Expo 2018』でアニメ『ポプテピピック』の須藤孝太郎プロデューサーとのサイン会を実施。同年10月、人気YouTubeチャンネル『Abroad in Japan』のクリス・ブロードとコラボレーションを行う。
2019年7月、『Anime Expo 2019』にてアニメ『ダンジョンに出会いを求めるのは間違っているだろうかII』に関するイベントのMCを務める。同年同月、京都アニメーション放火事件の報道を受け、追悼と海外の視聴者に企業再建のための募金を呼びかける。同年8月、英語版のライトノベルオーディオブック『戦闘員、派遣します！』（暁なつめ/著）のナレーションを担当。また同年12月21日には「Ikurru」名義で自身初のピアノアルバム『A Picture Frame Full of Memories』を発表。インターネットでの音楽配信を開始。
2020年3月、YouTuberのNone Like Joshua（ジョシュアのようなものなし）のチャンネルにて『ジョジョの奇妙な冒険』に関する同人音楽の楽曲づくりにラッパーとして参加。同年同月、株式会社ガイナックス所属スタッフより2011年に新設された株式会社トリガーの代表取締役桝本和也との対談を行う。同年5月、音楽作品の二作目としてアンビエントEP『FIFTEEN』を発表。同年6月、イングランドとウェールズ出身の人気アニメYouTuberガーント・マニータフォ（Gigguk）とコナー・コフーン（CDawgVA）を共同ホストに迎え日本のアニメや漫画、日本での生活など日本全般に関して議論するポッドキャスト番組『TRASH TASTE（トラッシュ・テイスト）』の配信を開始。初回配信から1週間で視聴回数は60万回を記録している。同年7月、シングル『I Know You Will Fall』を配信。同年8月、PS4／Nintendo Switch用ゲームソフト『No Straight Roads（ノー・ストレート・ロード）』で日英2か国語の声優として出演。同年10月、ミニアルバムの『Shirokitsune』を発表。同年12月、NetflixのYouTubeアニメチャンネル『Netflix Anime』とのタイアップでアニメ関連のトーク番組を開始。また同月、アニメ制作会社クローバーワークスを取材。
2021年1月、J-ROCK歌手のGACKTへのインタビューを行う。同月、アニメ『攻殻機動隊』公式グッズのモデルに抜擢される。同月、ピアノアルバム『Soundtracks for the Delicate』を発表。同年4月、株式会社アニウェアとのコラボレーションでアニメ『物語シリーズ』公式グッズのモデルを務める。同年5月、シングル『Freefalling Upwards into an Ocean of Dreams』を発表。
2021年6月、公益社団法人日本外国特派員協会から招待を受け、ポッドキャスト番組『TRASH TASTE』のホスト三者で記者会見に出席する。
2024年7月時点で動画総再生回数は6.1億回以上、チャンネル登録者数338万人、動画投稿数1300本以上を記録している。取り上げられたメディアは『the japan times』『KADOKAWA』『アニメ！アニメ！』『VERGE』『grape』『J-Con』など多数。

## 人物
家族は両親と祖母、妹がいる。父親や祖父など男性は6世代続いてファーストネームがJosephであるため「リアルジョジョ」であるとTwitterで明かしている。
動画中の興味の対象となるコンテンツ作品については、80年代以降の大衆的なアニメや漫画から18禁同人誌まで非常に幅広く、日本国内ではマイナーな旧作品からほぼ全ての新作アニメまでチェックしている。所蔵する漫画本は約50万円に相当する1万冊程度で、90年代に週刊少年サンデーに掲載された競走馬の育成漫画『じゃじゃ馬グルーミン★UP!』からりぼんに掲載の魔法系少女漫画『赤ずきんチャチャ』などまで広く保持する。フィギュアは100万円の相当分所持しており、特に「MY WAIFU（俺の嫁）」として溺愛する『＜物語＞シリーズ』の忍野忍のフィギュアが多くみられる。
動画の作風は、あらゆるオタク表現を「芸術」と捉えていると述べており、またサーカズム（皮肉）が数多く使用される点で、所謂日本の「オタク」のイメージとは異なる西洋的なスタイリッシュさと快活さが特徴である。コメディの芸風については「モンティ・パイソンのような父親の皮肉や風刺と日本のTVのコメディがミックスしている」とメディアで述べている。
YouTubeチャンネルの登録者数は約200万人であり「インターネット上で最も有名なアニメYouTuberの1人」とメディアで称されるなど、英語圏のアニメファンへの絶大な影響力を持つ。またTwitterのフォロワー数は約42万人（2020年4月時点）と社会的に影響力の高い人物の証である「認証バッジ」をアカウントに授与している。また動画中の自身のアイコンには「白猫を擬人化した黒スーツの男性」を使用している。
主に4chanで用いられるオタク用語の英語訳「my waifu（俺の嫁）」「Yandere（ヤンデレ）」「Yaoi（ヤオイ）」などを英語圏のライトなアニメファンに広めた人物でもある。好きなアニメ・漫画・映画・ゲーム・音楽に『〈物語〉シリーズ』、『北斗の拳』『ジョジョの奇妙な冒険』、『AKIRA』『パルプフィクション』『 もののけ姫』、『ファイナルファンタジーⅥ』、『AC/DC』『ピンク・フロイド』『ASIAN KUNG-FU GENERATION』を挙げている。ゲーム『ファイナルファンタジー』シリーズはⅪとXIV以外は全てプレイしており、ベスト3としてⅥ, Ⅹ, Ⅳを挙げている。
YouTubeサイト内コラボレーションは、「YouTube史上最も成功した人物」であるPewDiePieや人気の在日外国人YouTuberクリス・ブロードやSharla、Vチューバ―のキズナアイと行ったことがあり、アニメ『ポプテピピック』第9話の声優とその英語翻訳を務めたことでも話題性が高い。
『the japan times』のインタビューでは、近年のアニメ産業の拡大について次のように述べている。「アニメは、特に国際的にはより主流になりつつあり人々がアニメについてよりオープンになったと思います。動画制作を始めたとき、恥ずべきことと見られる傾向がありました。アニメ好きであれば敗者というステレオタイプです。（アニメファンの）数が増えたとは言いません。アニメについてオープンになった人々の数が増えただけです。コミュニティは常にこれほど大きなものだったと思うが、大部分は隠されたままです」
また日本のアニメ産業の衰退に関しても強い懸念を抱いており、「日本のアニメの素晴らしさを世界に伝えたい」「アニメが心から好き」と述べながら、日本のアニメ業界へ向けた問題解消のための海外の事例を紹介している。また海外のアニメファンに対しては「アニメ産業の支援や質の良いアニメの維持には違法ダウンロードを止め、また具体的に何のアニメを望んでいるか意思を示すことが必要」という要旨のことを述べている。

## YouTubeにおけるシリーズ

### #AnswerMeSenpai（#答えて先輩）
ファンの質問に回答するなどのQ＆Aシリーズ。Twitterのツイート又は動画中で#AnswerMeSenpaiと入力された質問に回答するというもの。

### WTF Japan（一体全体何なの、日本）
「漫画・アニメの実写映画」や「日本人の過労死問題」など日本の文化や社会について、独特で奇妙なテーマを選び議論するシリーズ。

### Monthly Otaku Collection（月刊オタクコレクション）
自身が購入した毎月のグッズ（戦利品）について紹介するシリーズ。「akibento」や「1UP Box」などアニメやゲームの通販サイトから毎月発送される製品を紹介。

### Anime Rants（アニメの不満ぶちまける）
アニメ業界やYouTube内のアニメコミュニティ、特定のアニメ番組などのトピックについて不満を語るシリーズ。

### Japanese 101（日本語101）
「『くん』と『ちゃん』の違い」「LとRが日本語で同じに聞こえる理由」など、海外で質問が多い日本語の単語やフレーズの意味や起源、また自身の日本語や日本人としてのパーソナリティについて紹介するシリーズ。

### Challenge Videos（チャレンジ動画）
ジョーイ単独または友人、家族、彼女を巻き込み、早押し回答の挑戦や、肉体的または精神的に過酷な挑戦を行うシリーズ。

### LET'S FIGHT（闘いましょう）
「ジブリアニメはそれほど偉大ではない」「J-POPはK-POPよりも遥かに優れている」など、アニメやアニメ業界・日本文化などに関する一般的に支持されない意見を発表し、自己の主張を論破するシリーズ。

## 出演

### テレビシリーズ
- LORE in a Minute!（2015年、ナレーター）[20]
- ポプテピピック 第9話（2018年、ジョセフ〈大人〉 役）

### ゲーム
- グリザイア ファントムトリガー（2017年、Joey The Anime Man 役）
- ノー・ストレート・ロード（2020年、Joey The Anime Man 役）

### オーディオブック
- Combatants Will Be Dispatched!１（暁なつめ/著）：ナレーター（2019）[21]

### モデル
- Ghost in the Shell: SAC_2045 Ultimate Tech Coat & Motoko Ukiyo-e（2021）[15]

### ポッドキャスト
- The Anime Show with Joey & AkiDearest : パーソナリティ (2017-2018)
- Trash Taste: パーソナリティ（2020-現在）

### イベント
- ニコニコ超会議 (2018)
- Anime Expo 2018: 不明(2018)
- MomoCon 2018：パネリスト（2018）
- Anime Expo 2019: MC (2019)

## 音楽作品（アルバム）
- A Picture Frame Full of Memories - ピアノ/ アルバム（2019）[22]
- FIFTEEN - アンビエント/ EP（2020）
- I Know You Will Fall (2020)
- Shirokitsune (2020)
- Soundtracks for the Delicate（2021）[16]
- Freefalling Upwards into an Ocean of Dreams - アンビエント/ シングル（2021）

## 著書
- ウンブラ - umbra : 日本語による学園サバイバル小説[5]